# 哈里森·伯特威斯尔
哈里森·伯特威斯尔爵士，CH，（英語：Sir Harrison Birtwistle，1934年7月15日—2022年4月18日），英国作曲家。出生于曼彻斯特以北的阿克宁顿，自幼会吹单簧管，并开始尝试作曲。1952年进入曼彻斯特皇家音乐学院学习，结识马克斯韦尔·戴维斯和亚历山大·戈尔、约翰·奥格登等同时代青年音乐家，后来他与前两者被合称为“曼彻斯特乐派”，尽管三人在风格上并没有特别明显的联系。后来又到普林斯顿大学深造。1975年至1983年担任伦敦皇家国家剧院音乐总监，1987年获得Grawemeyer音乐奖，1988年被封为爵士，1990年代起在世界乐坛声名鹊起，2001年获得名誉勋位，现在他被公认为英国当代最重要的作曲家之一。伯特威斯尔在创作中善于运用固定音型，音乐在现代派当中属于富有诗情的一类。他的作品以管弦乐和歌剧为主，代表作包括歌剧《潘奇与朱迪》《奥尔菲斯的面具》《高文》、管弦乐《地球之舞》《时间的胜利》，以及室内乐合奏《锡尔伯里歌曲》等。
2022年4月18日，伯特威斯尔在威尔特郡梅尔的家中逝世，享年87岁。

## 注譯
1. ↑  迈克尔·肯尼迪, 乔伊斯·布尔恩 编, 唐其竞等 译. . 北京: 人民音乐出版社. 2002. ISBN 7-103-02586-X.
2. ↑  . Rayfield Allied.   [2017-12-20]. （原始内容存档于2020-11-26）.
3. ↑  Ivan Hewett. . the Guardian. 2022-04-18  [2022-04-21]. （原始内容存档于2022-06-09） （英语）.
4. ↑  Allen, David. . The New York Times. 2022-04-18  [2022-04-21]. ISSN 0362-4331. （原始内容存档于2022-04-18） （美国英语）.
5. ↑  Tsioulcas, Anastasia. . NPR. 2022-04-18  [2022-04-21]. （原始内容存档于2022-06-09） （英语）.